# Найт, Роберт
Ро́берт Найт (англ. Robert Knight, 24 апреля 1945 — 4 ноября 2017) — американский певец, наиболее известный по своему хиту 1967 года «Everlasting Love».
Музыкальный сайт AllMusic пишет про него:
Певец Роберт Найт так и останется артистом одного хита, но что за хит! — Его лучистый блокбастер 1967 года „Everlasting Love“ выдержал испытание временем и остаётся одной из лучших записей в стиле соул своей эпохи.
В этой песне, которую Роберт Найт написал вместе с Маком Гейденом, автор биографии певца на AllMusic отмечает «парящую (взмывающую ввысь) аранжировку и искренный, прочувствованный вокал» певца. Песня немедленно стала сокрушительным хитом, сингл с ней попал в первую двадцатку как в ритм-н-блюзовом, так и в поп-чарте американского журнала «Билборд».
На самом деле, после успеха песни «Everlasting Love» ещё две песни Найта, «Blessed Are the Lonely» и «Isn’t It Lonely Together», достигали первой сотни в поп-чарте «Билборда», но их популярность была намного скромнее. А в 1973 году он достиг первой десятки в Великобритании с песней «Love on a Mountain Top».
В последующие десятилетия Найт «переключил свой фокус с музыки», сфокусировавшись на карьере в области химических исследований. Работал в Университете Вандербильта.
Cкончался в своём доме в Теннесси в возрасте 72-х лет 4 ноября 2017 года.

## Дискография

### Избранные синглы
| Год  | Сингл                            | Чарты  | Чарты  | Чарты | Чарты |
| Год  | Сингл                            | US Pop | US R&B | UK    | CAN   |
| ---- | -------------------------------- | ------ | ------ | ----- | ----- |
| 1967 | «Everlasting Love»               | 13     | 14     | 40    | 26    |
| 1968 | «Blessed Are the Lonely»         | 97     | —      | —     | —     |
| 1968 | «Isn’t It Lonely Together»       | 97     | —      | —     | 85    |
| 1973 | «Love On a Mountain Top»         | —      | —      | 10    | —     |
| 1974 | «Everlasting Love» (переиздание) | —      | —      | 19    | —     |